# Stephanitis takeyai
Stephanitis takeyai Drake & Maa, 1955, è un insetto fitofago dell'ordine dei Rincoti Eterotteri appartenente alla famiglia dei Tingidi.
La lunghezza dell'insetto adulto è di circa 6 mm. Il colore è bruno.
L'insetto, originario del Giappone, è stato segnalato nel 2000 in Lombardia. È stato trovato anche negli Stati Uniti, nei Paesi Bassi, in Polonia, in Germania, nel Regno Unito.
In Giappone si contano tre generazioni all'anno.
È un fitofago associato alle Ericacee, che attacca con punture alle foglie, causandone la decolorazione e la caduta.